# Матьё, Эмиль Леонард
Эмиль Леонард Матьё (фр. Émile Léonard Mathieu; 15 мая 1835, Мец — 19 октября 1890, Нанси) — французский математик и астроном. Наиболее известны его работы по теории групп и математической физике.

## Биография
Эмиль Леонард Матье родился 15 мая 1835 во французском городе Мец в семье мелких государственных служащих, отец Никола Матье работал кассиром налоговой службы. Эмиль вырос в Меце и учился в Лицее Меца(Lycée de Metz). Еще в детстве его привлекала классическая литература, а также проявлял потрясающие способности в написании сочинений на греческом языке и латыни, однако, как только он познакомился с математикой в подростковом возрасте, она стала единственным предметом, которым он хотел заниматься. Его дядя, Пьер Обертен, который учился в Политехнической школе , подготовил Эмиля ко вступительным экзаменам и он их успешно сдал в 1854 году. Поступив в Политехническую школу, его успехи были почти невероятными, даже учитывая замечательные достижения блестящих математиков того времени, которые также учились в Политехнической школе. В 1856 году Эмиль закончил Политехническую школу. В то время он планировал заниматься военным делом, но вскоре подал в отставку и продолжил готовиться к получению докторской степени. Для начала ему  нужно было получить степень бакалавра, которую он не получал, поскольку считал, что в этом нет необходимости, так как он намеревался продолжить военную карьеру. Для получения этой степени он представил свою работу "Новые теоремы об алгебраических уравнениях"(Nouveaux théorèmes sur les équations algébriques), которую принимал Жан-Мари Дюамель. Эмиль до этого уже публиковал "Новый анализ математики"(Nouvelles annales de mathématiques) в 1856 году. К марту 1859 года он был удостоен степени доктора естественных наук на факультете естественных наук в Париже за свою диссертацию о транзитивных функциях "О количестве значений, которые может получить функция, если мы поменяем в ней ее буквы всеми возможными способами"(Sur le nombre de valeurs que peut acquérir une fonction quand on y permute ses lettres de toutes les manières possibles), эта работа, которая привела к первоначальному открытию спорадических простых групп. 28 марта он защитил диссертацию перед экзаменационной комиссией в составе Габриэля Ламе, Жозефа Лиувилля и Жозефа Альфреда Серре. Матье опубликовал результаты своей диссертации в двух статьях, обе из которых были опубликованы в журнале чистой и прикладной математики  Лиувилля(Liouville's Journal de mathématiques pures et appliquées).
К сожалению, его переход в прикладную математику не принес тех результатов, на которые он надеялся. Он устроился на работу частным преподавателем математики и оставался в этой должности в течение десяти лет. Он также преподавал специальные математические классы в лицее Карла Великого (lycée Charlemagne), лицее Сен-Луи (lycée Saint-Louis) и лицее де Мец (lycée de Metz). 
В 1866 году Ламе заболел и Матьё обратился к министру народного просвещения Виктору Дюруи с просьбой разрешить продолжить преподавание в Сорбонне. Матьё представил министру список рекомендаций, подписанных Жозефом Альфредом Серре, Жаном Виктором Понселе, Жан-Мари Дюамелем, Жозефом Лиувиллем, Мишелем Шаслем,Шарлем Делоне и Виктором Пюизе. Несмотря на эту поддержку со стороны ведущих математиков того времени, факультет естественных наук предпочел назначить Чарльза Огюста Брио. Несмотря на эти неудачи, в 1867 году Матье получил признание важности своих исследований в виде присуждения золотой медали на Конгрессе научных обществ. 
В 1871 году Эмиль Матьё женился на Жозефине Гисс. 
в Декабре 1873 года Ксавье Бах ушел в отставку с кафедры чистой математики в Нанси, и после пяти лет преподавания в Безансоне, Матьё переехал в Нанси, чтобы занять там кафедру Баха. Он занимал эту кафедру до своей смерти в 1890 году.

## Достижения
Наиболее важные достижения Матьё — функция Матьё, группа Матьё, преобразование Матьё. Он автор учебника по математической физике в 6 томах. Том 1 — содержит методики решения дифференциальных уравнений в математической физике и описание применения функций Матьё для электростатики. Том 2 посвящён капиллярности. Том 3 и 4 — электростатика и магнетизм соответственно. Том 5 посвящён электродинамике, том 6 — упругости.